# Arabella
Arabella es una comedia lírica u ópera en tres actos compuesta por Richard Strauss, con libreto en alemán de Hugo von Hofmannsthal, su sexta y última colaboración operística. Se estrenó el 1 de julio de 1933 en el Sächsisches Staatstheater de Dresde, con Clemens Krauss dirigiendo a su esposa, la soprano Viorica Ursuleac, que interpretó el papel protagonista.

## Historia
La ópera tuvo su estrenó en Reino Unido el 17 de mayo de 1934 en la Royal Opera House de Londres. Dos décadas más tarde, el 10 de febrero de 1955, se ofreció en la Metropolitan Opera House de Nueva York con Eleanor Steber en el papel protagonista. La ópera ha estado en el repertorio del Met durante 55 representaciones desde aquella fecha. En España se estrenó el 7 de enero de 1962, en el Gran Teatro del Liceo de Barcelona, con Montserrat Caballé. Sin embargo, no se representa frecuentemente, será presentada como parte de la temporada del festival de 2012 en una nueva producción de la Ópera de Santa Fe.
La más famosas Arabellas han sido Ursuleac (que la estrenó), Lotte Lehmann y Lisa della Casa que hizo su nombre con el personaje. En los últimos años ha sido notable la interpretación de Anneliese Rothenberger, Gundula Janowitz, Julia Varady, Kiri Te Kanawa, Renée Fleming y Karita Mattila.
Esta ópera se representa poco; en las estadísticas de Operabase Archivado el 14 de mayo de 2017 en Wayback Machine. aparece la n.º 108 de las óperas representadas en 2005-2010, siendo la 21.ª en Alemania y la sexta de R. Strauss, con 31 representaciones en el período.

## Personajes
|                                                                            |                               | Estreno, 1 de julio de 1933 (Clemens Krauss)   |
| -------------------------------------------------------------------------- | ----------------------------- | ---------------------------------------------- |
| Arabella                                                                   | soprano                       | Viorica Ursuleac                               |
| Zdenka, su hermana                                                         | soprano                       | Margit Bokor                                   |
| Conde Waldner, su padre, un oficial de caballería retirado                 | bajo                          | Friedrich Plaschke                             |
| Adelaide, su madre                                                         | mezzosoprano                  | Camilla Kallab                                 |
| Mandryka, un terrateniente croata                                          | barítono                      | Alfred Jerger                                  |
| Matteo, un joven oficial                                                   | tenor                         | Martin Kremer                                  |
| Conde Elemer, uno de los pretendientes de Arabella                         | tenor                         | Karl Albrecht Streib                           |
| Conde Dominik, otro                                                        | barítono                      | Kurt Böhme                                     |
| Conde Lamoral, un tercero                                                  | bajo                          | Arno Schellenberg                              |
| La Fiakermilli, bella del baile                                            | soprano de coloratura         | Ellice Illiard                                 |
| Una echadora de cartas                                                     | soprano                       | Jessyka Koettrik                               |
| Welko, Djura, Jankel, siervos de Mandryka                                  | papeles hablados              | Robert Büssel, Robert Schmalnauer, Horst Falke |
| Portero del hotel                                                          | papel hablado                 | Ludwig Eybisch                                 |
| Una solterona "carabina", tres jugadores de cartas, un médico, un camarero | silenciosos... y Madame coco. |                                                |
| Camereros, invitados al baile, residentes en el hotel                      |                               |                                                |

## Argumento
Época: años 1860
Lugar: Viena

### Resumen
La bella y orgullosa Arabella es la hija de la familia Waldner, que se enfrenta a la ruina financiera a menos que Arabella se case con un marido rico. Arabella confía en casarse por amor y no por dinero; pero cuando de repente aparece un pretendiente, su felicidad se ve amenazada por una red de confusiones y decepción.

### Acto I
En un hotel de Viena.
La condesa Adelaida hace que le pronostiquen el futuro. La adivina predice que Arabella se casará con un hombre que viene de lejos, pero que pueden aguardarle problemas en el futuro. Como resultado de la adicción al juego del conde, la familia Waldner se arruinará a menos que su hija Arabella se case con un hombre rico. La condesa cree que es el conde Elemer, pretendiente que Arabella ya rechazó hace tiempo. Como los Waldner no pueden permitirse casar a las dos hijas, visten a la hija menor, Zdenka, como un chico, y la presentan como "Zdenko". La echadora de cartas predice que las cosas pueden empeorar si los Waldner tienen otra hija, lo cual reduce las posibilidades de Zdenka de encontrar una historia amorosa con final feliz. La hija menor está enamorada de Matteo, un oficial sin dinero que ama a Arabella. Para evitar que él se suicide, Zdenka le escribe cartas de amor que firma con el nombre de Arabella. Zdenka reprocha a Arabella el trato poco amable que da a Matteo, pero Arabella dice que ella está esperando al "Hombre correcto," a quien pueda entregar su corazón por completo. Al mismo tiempo, Arabella es pretendida por tres caballeros: Elemer, Dominik y Lamoral, y admite que puede tener que aceptar a alguno de ellos, pero se ha enamorado a primera vista de un extraño al que ha visto al pasar por la calle. 
El conde Waldner, totalmente arruinado, ha escrito a todos sus amigos para que le ayuden financieramente, pero sin éxito. Waldner confiaba en que un viejo e inmensamente rico amigo croata llamado Mandryka le respondiera; incluso le ha enviado un retrato de Arabella, proponiéndole matrimonio. Llega un visitante y el conde Waldner se queda sorprendido al ver que es su amigo Mandryka, sin embargo, entre un hombre diferente, quien resulta ser su sobrino, también llamado Mandryka. Su tío ha muerto y él, su único heredero, ha adquirido su fortuna, la carta y el retrato. Al ver el retrato, se ha enamorado de Arabella. Se ofrece en matrimonio a Arabella y da dinero a Waldner. 
Se va a celebrar un baile de carnaval esa noche. Matteo le pregunta a "Zdenko", su amigo supuestamente masculino, cuándo recibirá otra carta de Arabella; "Zdenko" le dice que tendrá una esa misma tarde en el baile. Arabella sigue pensando en el extraño hombre que ha llamado su atención, pero cuando el conde Elemer llega para escoltarla para la tarde, ella intenta apartar estos pensamientos y ansía la excitación del baile.

### Acto II
En un salón de baile.
Arabella conoce a Mandryka, quien resulta ser su fascinante desconocido. Mandryka le habla de su vida y las costumbres de su país, en el que las jóvenes ofrecen a sus enamorados un vaso de agua como señal de aceptación del matrimonio. Mandryka le dice a Arabella que ella será la señora de todas las cosas que él posee, y que ella será la única cosa que será colocada por encima de él aparte del propio emperador; Arabella finalmente se muestra conforme en casarse con él, diciendo, "Me entrego aquí, para toda la eternidad," la pareja es muy feliz y Mandryka se muestra conforme en la petición de Arabella de que se le permita despedirse de su doncellez, durante la cual ella agradece a sus pretendientes su interés en ella y los despide.
Mientras tanto, Zdenka le da a Matteo una carta con la llave de la habitación próxima a la de Arabella, prometiéndole que Arabella se reunirá con él allí. Mandryka lo oye y, loco de celos y decepción (aunque él al principio intentó escapar de estos sentimientos), suscita todos los comentarios, bailando con Fiakermilli, la bella del baile. Puesto que a Arabella no se la ve por ningún lugar, los Waldner insisten en que hable con Arabella para aclarar las cosas, y se marchan al hotel. 

### Acto III
En la recepción del hotel.
Un apasionado preludio orquestal representa el hacer el amor entre Matteo y Zdenka.
Arabella entra en la recepción y se cruza con Matteo. Como Arabella está enamorada de Mandryka y Matteo lo está de Arabella y cree que es con ella con la que acaba de hacer el amor, en una habitación a oscuras, su conversación es a la vez confusa y emotiva. El conde, la condesa y Mandryka llegan en ese momento, acrecentando la confusión. Después de que Mandryka acuse a Arabella de infidelidad y planee volverse a su tierra, entra Zdenka, sin disfrazar y en su negligee, dejando claro que ha sido ella quien durmió con Matteo. Declara que pretende ahogarse por tal desgracia. Al final se aclara la situación. Matteo descubre que las cartas fueron falsificadas por Zdenka, y que es ella y no Arabella con la que estuvo en la habitación. Sorprendentemente, se da cuenta de pronto que está enamorado de Zdenka, con quien acepta casarse. Mandryka se queda solo, para reconsiderar su comportamiento indecoroso y grosero, pensando que ha perdido a Arabella como esposa. 
Arabella le pide a su criado que la traiga un vaso de agua, y Mandryka cree que ella lo ha pedido para refrescarse. Arabella sube escaleras arriba y Mandryka, lamentándose y culpándose a sí mismo, se queda abajo. Sin embargo, Arabella baja luego las escaleras y, al ver que él se ha quedado y habiéndolo perdonado, le ofrece el vaso de agua, en señal de reconciliación y matrimonio. Se besan felizmente y Arabella marcha arriba a las escaleras a su habitación.

## Instrumentación
- Maderas: 2 flautas, flautín (doblando en la tercera flauta), 2 oboes, corno inglés, 3 clarinetes, clarinete bajo, 3 fagotes (el tercero doblando en contrafagot)
- Metales: 4 trompas, 3 trompetas, 3 trombones, tuba baja
- Otros: timbales, arpa, cuerdas